# 李濬受
李濬受（Lee Jun Su，1997年5月12日—），韓国男子羽毛球運動員。

## 簡歷
2013年10月，李濬受代表國家隊參加在泰國曼谷舉行的世界青年羽毛球錦標賽，贏得混合團體冠軍。

## 主要比賽成績
只列出曾進入準決賽的國際賽事成績：
| 年份   | 賽事                 | 公開賽級別 | 項目     | 搭檔 | 成績 |
| ------ | -------------------- | ---------- | -------- | ---- | ---- |
| 2013年 | 亞洲青年羽毛球錦標賽 | 其他       | 混合團體 | －   | 亞軍 |
| 2013年 | 世界青年羽毛球錦標賽 | 其他       | 混合團體 | －   | 冠軍 |
| 2014年 | 亞洲青年羽毛球錦標賽 | 其他       | 混合團體 | －   | 亞軍 |
| 2015年 | 亞洲青年羽毛球錦標賽 | 其他       | 混合團體 | －   | 亞軍 |

| 2007-2017年 | 首要超級賽 | 超級賽 | 黃金大獎賽 | 大獎賽 | 國際挑戰賽 | 國際系列賽 | 未來系列賽 | 其他 |

| 2018-2026年 | 總決賽 | 超級1000賽 | 超級750賽 | 超級500賽 | 超級300賽 | 超級100賽 | 國際挑戰賽 | 國際系列賽 | 未來系列賽 | 其他 |